# La borra del café
La borra del café es una novela del escritor uruguayo Mario Benedetti. Fue publicada por primera vez en 1992, en la ciudad de Madrid, lugar donde Benedetti residía. 
La novela está ambientada en la ciudad de Montevideo y cuenta originalmente con 48 capítulos. No cuenta con prólogo pero sí con una dedicación y tres citas. Las dedicaciones son a la labor de sus traductores. Los tres personajes citados son: Julio Cortázar (escritor argentino), Louis Jouvet (actor y director de teatro francés), Milton Schinca (escritor uruguayo).

## Contexto espacial

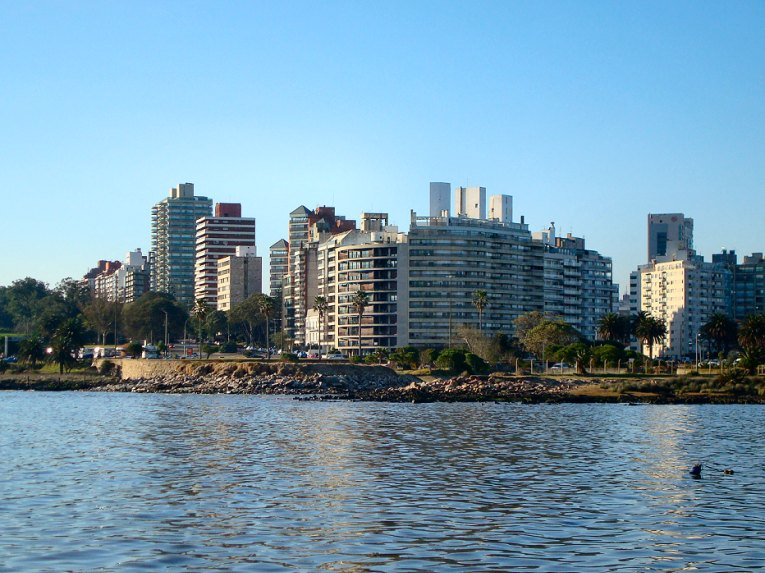
Imagen de Punta Carretas

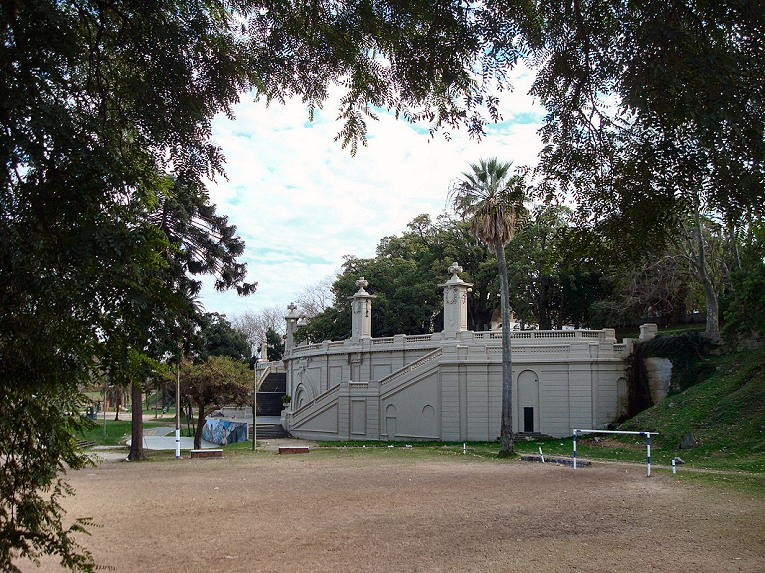
Fotografía del Parque Capurro, donde transcurre su infancia el personaje principal

La novela está ambientada en diversos barrios de Montevideo, donde Claudio, el personaje principal de la novela, transcurre su vida. En el primer párrafo de la novela, el narrador, que actúa en primera persona como el personaje principal, Claudio, hace alusión a que su familia siempre se está mudando. 
El más importante para el personaje y que influiría en el resto de su vida, es el barrio Capurro, ubicado en el sur del Departamento de Montevideo. El barrio de Punta Carretas, ubicado al sureste del Departamento de Montevideo, es también fundamental en el transcurso de la historia, siendo donde el personaje principal adquiere su madurez.

## Contexto temporal

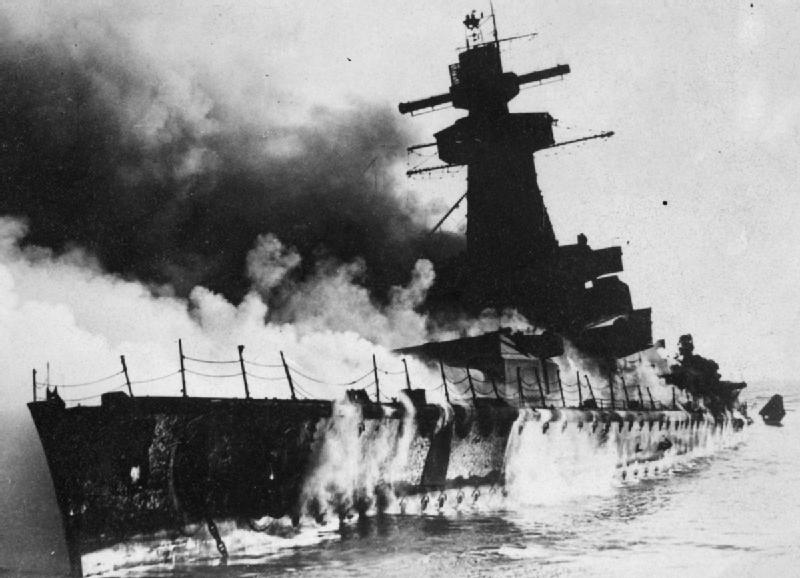
Hundimiento del Admiral Graf Spee.

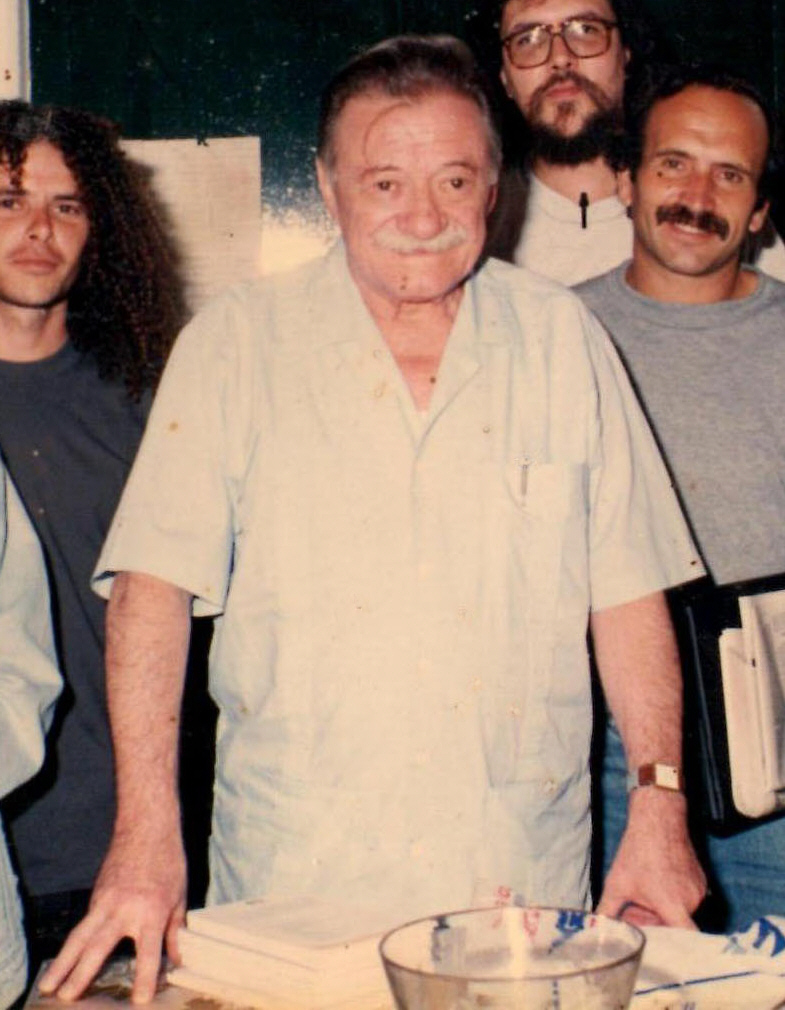
Fotografía de Mario Benedetti al final de rueda de prensa en Colonia (Uruguay).

En la novela se marcan claramente dos sucesos históricos importantes. El primero es el del dirigible Graf Zeppelin, que pasó por Montevideo el 29 de junio de 1934. El segundo es el del barco de guerra Admiral Graf Spee, que fue hundido en la Batalla del Río de la Plata, en el marco de la Segunda Guerra Mundial. Este acontecimiento tuvo lugar el 13 de diciembre de 1939.

## Argumento
Claudio desarrolla su infancia en el barrio de Capurro, donde adquiere sus amistades más destacadas. Allí también vive experiencias inolvidables. Entre ellas la muerte de El Dandy, vagabundo o bichicome como lo llama el autor. El cadáver de El Dandy fue descubierto por Claudio y sus amigos cuando eran niños en el Parque de Capurro, mientras los mayores concurrían a la vista del Graf Zeppelin. Este descubrimiento fue guardado en secreto por todos los presentes. Estos fueron: sus primos Fernando y Daniel (este último gran lector de novelas policíacas) y su vecino Norberto. El siguiente acontecimiento trascendental fue el de la muerte de la madre de Claudio. En el proceso de la muerte de su madre, Claudio conoce a Rita, también llamada la niña de la higuera, su primer acercamiento amoroso. Rita solo estuvo unos minutos, porque luego desapareció.
Claudio se muda a Punta Carretas, donde se incorpora Sonia, la nueva novia de su padre, a la familia. Había una habitación libre en la casa y esta fue alquilada a la joven Natalia y su novio Quique. Un día que la casa queda vacía y solamente quedan Natalia y Claudio, Natalia (mayor que Claudio) lo induce a tener relaciones sexuales, siendo la primera experiencia de Claudio, experiencia que no llevaría a nada más.
Claudio empezó a manifestar sus dones artísticos y fue contratado en una empresa para realizar diseños. Allí tuvo el segundo encuentro con Rita, quien se desempeñaba como azafata, por lo que de vez en cuando podía venir al país. Ese encuentro, luego de una charla, culminó con un beso y revivió el amor entre los dos. Luego se citaron para el día siguiente, pero fue un engaño de Rita y el encuentro nunca se efectuó.
Claudio emprende una relación con Mariana, estudiante de veterinaria, quien sería su primera novia oficial. Se conocieron bailando tango, estilo musical que se encontraba en el auge, en la época que está ambientada la novela.
Claudio decide hacer un viaje a Quito, con motivo de un seminario de diseño gráfico.

## Símbolos

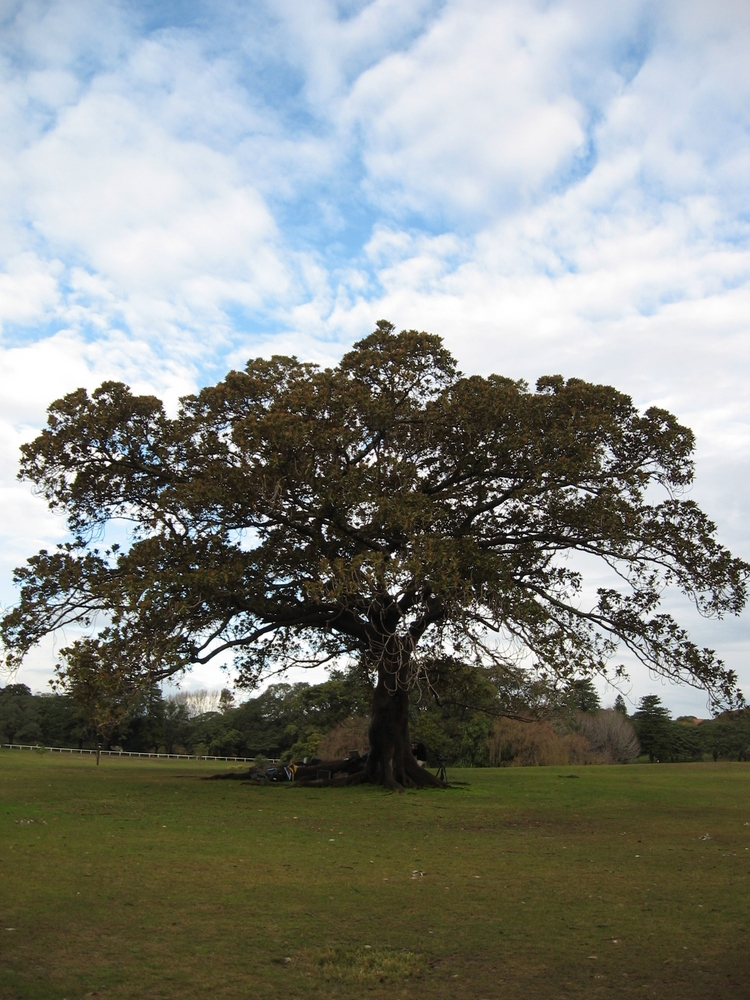
Fotografía de una gran higuera tomada en el Parque Centenario de Sídney, Nueva Gales del Sur, Australia.

### La Higuera
Detrás de la casa de Capurro de Claudio, en la casa de Norberto, se establece una higuera. Esta sirve de comunicación entre los dos amigos y la usan como vía para entrar a sus habitaciones. El papel fundamental es la utilización de este medio por parte de Rita, en su primer encuentro y que tanto marcaría esta historia.

### Las 3 y 10
Es la hora clave de la mayoría de los sucesos importantes y la que Claudio toma para pintar en sus relojes, que luego exhibe. A las 3 y 10 encuentra el cadáver de El Dandy, se muere su mamá, se encuentra por primera vez con Rita y es la hora en la que se estrena sexualmente con Natalia.

## Borra del café
La borra del café, es el residuo que deja el café en la taza y que es interpretada por una persona especializada en el tema. Este hábito es una tradición originaria del medio oriente y consiste en interpretar, partiendo de la borra del café de una persona, su pasado, presente y futuro.